# Sątoczno

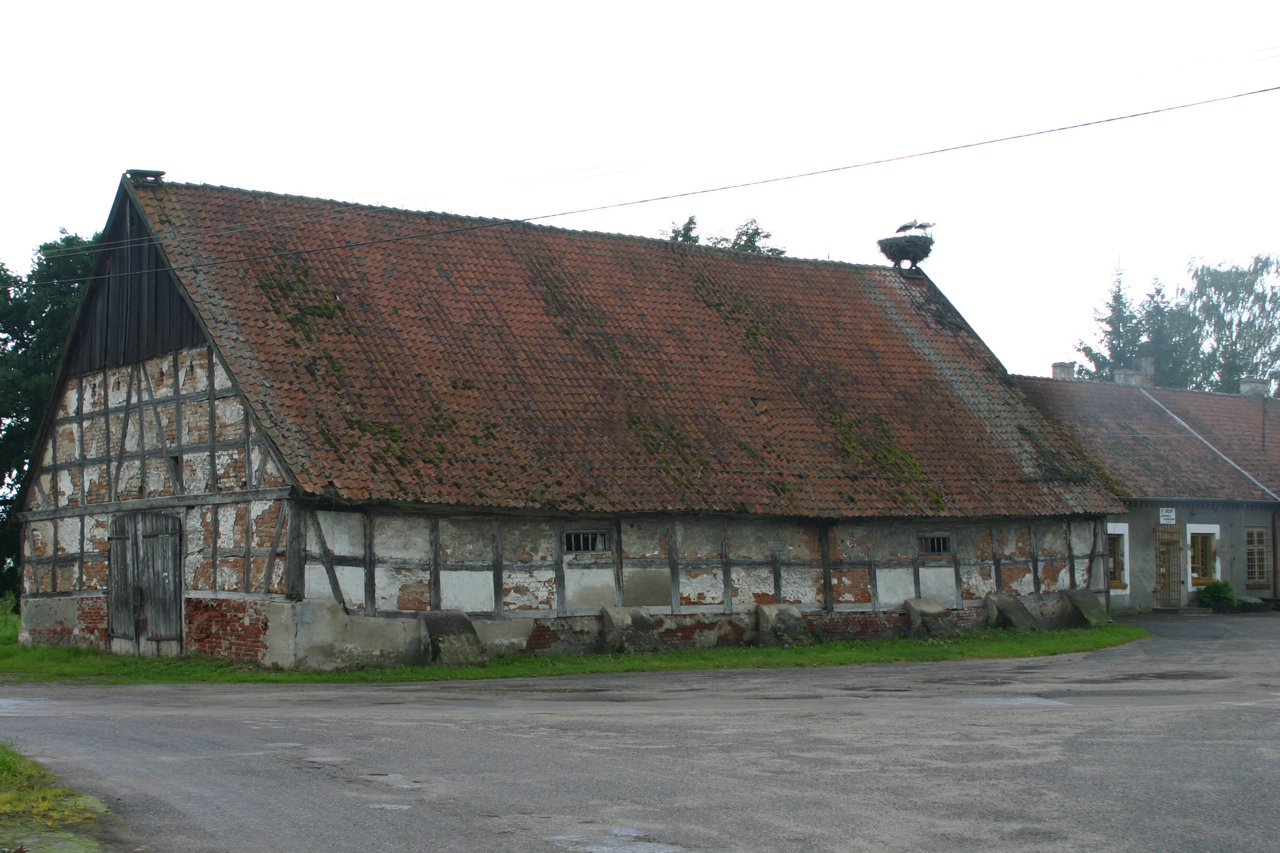
Bauernhaus in Sątoczno

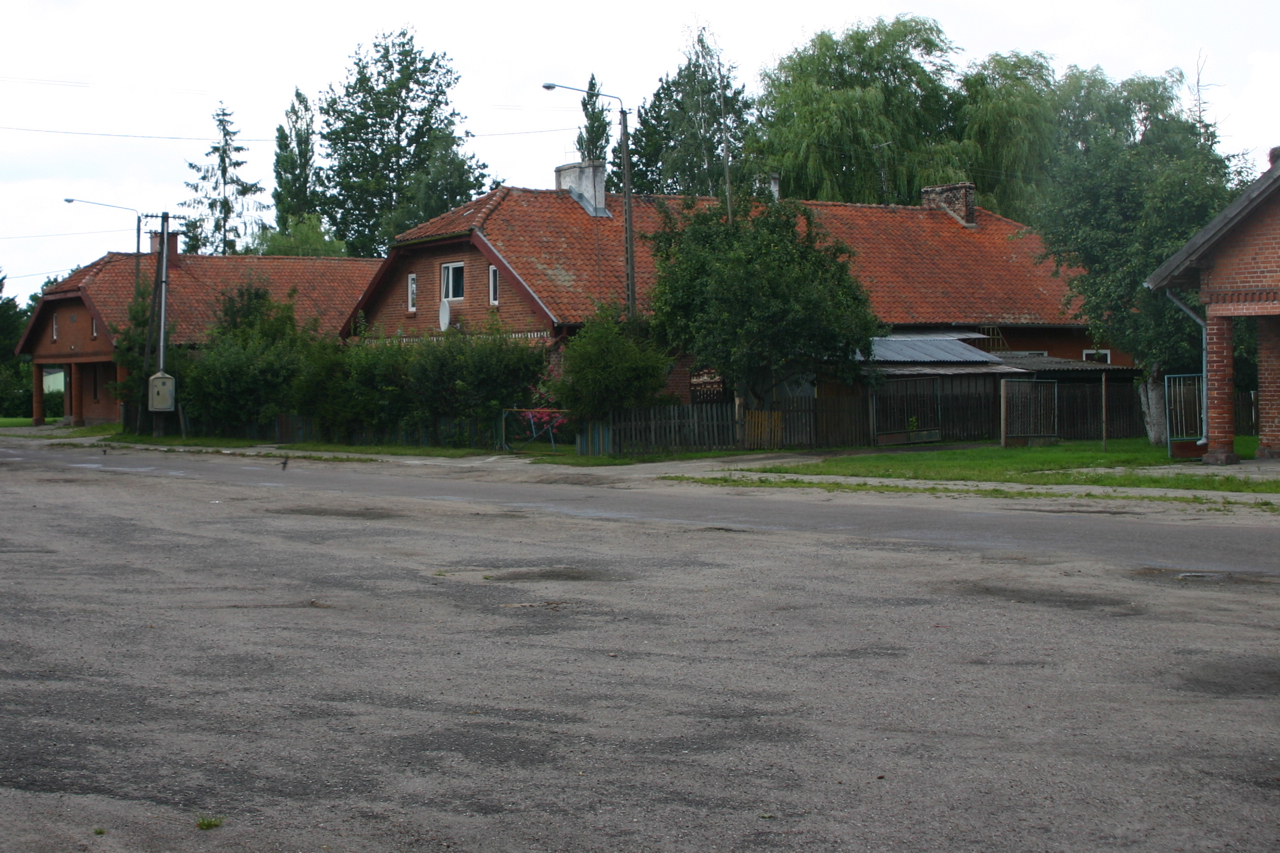
Dorfplatz

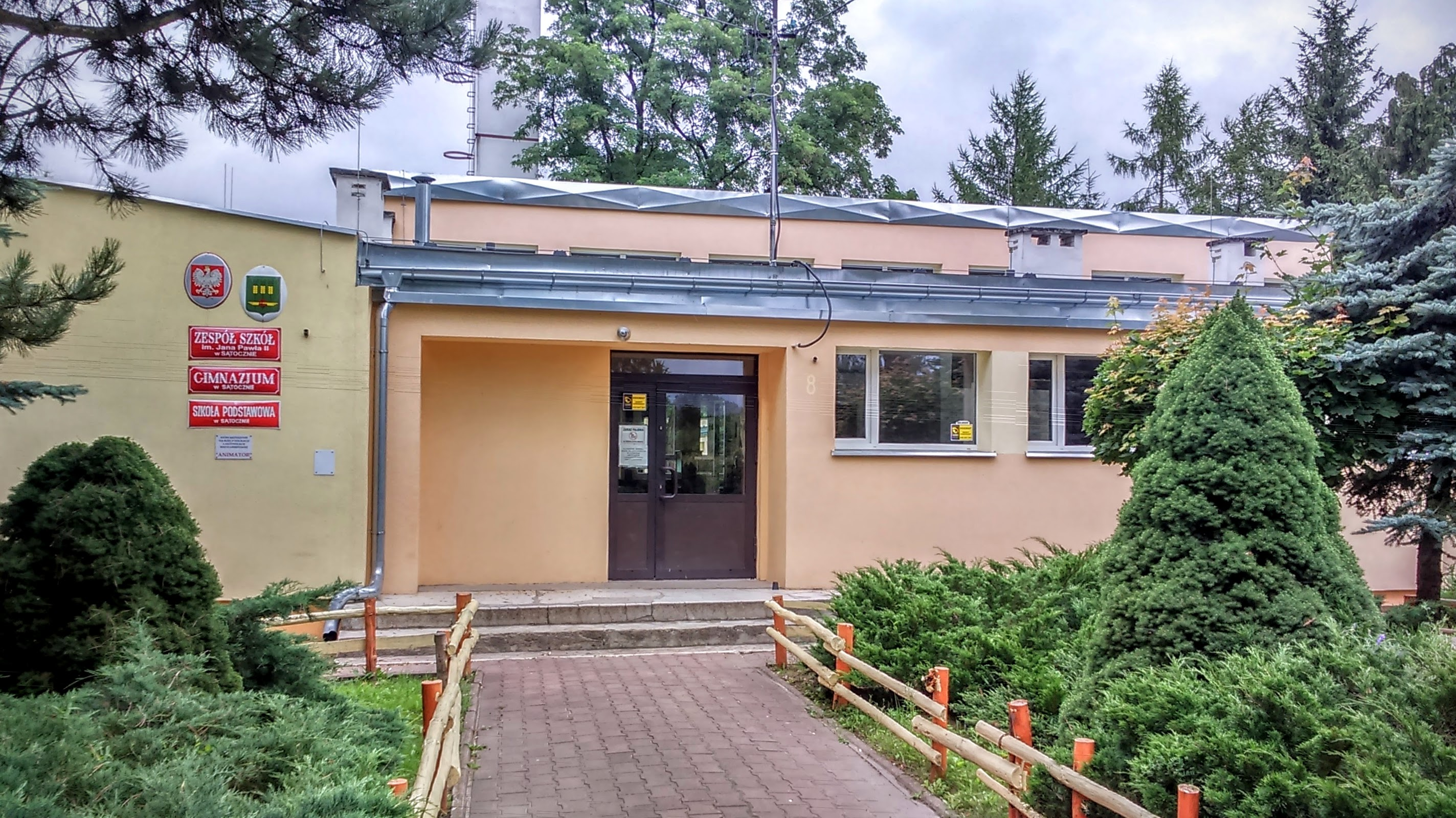
Eingangsbereich des Schulgebäudes

Sątoczno (deutsch Leunenburg) ist ein Dorf in Polen in der Woiwodschaft Ermland-Masuren. Es gehört zur Stadt- und Landgemeinde Korsze (Korschen) im Powiat Kętrzyński (Kreis Rastenburg).

## Geographie
Sątoczno liegt im Norden Polens, etwa zwölf Kilometer südlich zur Staatsgrenze zum russischen Oblast Kaliningrad und 25 Kilometer nordwestlich der Kreisstadt Kętrzyn (deutsch: Rastenburg).

## Geschichte
Sątoczno ist der älteste Ort der Gemeinde Korsze und des Powiats Kętrzyński.
1325/1326 ließ Dietrich von Altenburg eine Burg an der Stelle des heutigen Sątoczno errichten. Das zugehörige Dorf verfügte über eine Fläche von 20 Hufen. Das Gebiet wurde Lunen genannt, was Morast bedeutet und auf den damaligen Untergrund der Gegend hinweist.
1340 wurde der Ort als Kammeramt bezeichnet, ab 1342 oder 1343 war der Ort Sitz einer Komturei. Diese wurde aber bereits 1347 wieder aufgelöst, nachdem ein Angriff der Litauer zu schweren Zerstörungen geführt hatte, wobei auch die hölzerne Kirche zerstört wurde. Die Gegend gehörte nun wieder zur Komturei Balga, später wurde sie der Komturei Rhein und danach dem Pfleger in Rastenburg (Kętrzyn) unterstellt.  Der Ort erholte sich schnell von dem Angriff und die Burg wie auch die Häuser wurden wieder aufgebaut. Es gab im 14. Jahrhundert eine Mühle und acht Schenken. Leunenburg erhielt auch Stadtrecht, die Handfeste dazu ist aber nicht erhalten und es ist daher unklar, wann die Rechtevergabe erfolgte.
Ritter Albrecht Vogt von Ammerthal (auch Albrecht Voith oder Veith) erhielt 1468 das Gut vom Deutschen Orden als Belohnung für seine Kämpfe gegen die Litauer. Seine Tochter Barbara heiratete 1490, nach seinem Tod, Botho zu Eulenburg und brachte zusätzlich den Ort Prassen (Prosno) in dessen Familien mit ein. Bis 1610 war Leunenburg Stammsitz der Grafen zu Eulenburg, danach war Prassen der Sitz. 1526 gehörten zu Pfarrei Leunenburg die Ortschaften Glittehnen (polnisch Glitajny), Kaltwangen (Kałwągi), Wangnick (Wągniki), Bloßkeim (Błuskajmy), Wormen (Studzieniec), Schlömpen (Słępy) und Köskeim (Kaskajmy).
1580, 1586 und 1591 wüteten schwere Brände im Ort und zerstörten die meisten Häuser. 1625 wütete die Pest und während des Schwedisch-Polnischen Kriegs wurde 1628 die Burg zerstört. Weitere Zerstörungen richteten die Tataren an, die 1656/1657 die Stadt plünderten und Gebäude niederbrannten. 1709 starben erneut zahlreiche Einwohner an der Pest. 1785 gab es noch 28 Wohnhäuser in Leunenburg. Die Napoleonischen Kriege führten zu weiteren Zerstörungen und Plünderungen, so dass der Ort nicht wieder zu seiner alten Bedeutung zurückkehren konnte. 1817 wurde die Ortschaft nur noch als Dorf erwähnt.
Im Jahre 1874 wurde Leunenburg in den neu errichteten Amtsbezirk Prassen (polnisch Prosna) im Kreis Rastenburg im Regierungsbezirk Königsberg in der preußischen Provinz Ostpreußen eingegliedert. Am 5. November 1890 gab die Landgemeinde Leunenburg ihre Selbständigkeit auf und wurde in den Gutsbezirk Prassen eingemeindet.
1945, am Ende des Zweiten Weltkrieges, marschierte die Rote Armee in die Gegend ein. Als Folge des Krieges wurde das Dorf Teil Polens und es erfolgte die Umbenennung von Leunenburg zuerst in Laukinikowo und später in Sątoczno. Der Ort wurde Sitz einer Gemeinde, die eine Fläche von 10.388 Hektar mit 33 Ortschaften umfasste. 1949 wurde ein Kino und 1950 eine Dorfbibliothek eingerichtet. Später erfolgte der Bau einer Schule. Als 1954 die Gemeinden aufgelöst wurden, wurde Sątoczno Sitz einer Gromada. 1973 wurden die Gromadas aufgelöst und das Dorf wurde Sitz eines Schulzenamtes (sołectwo) mit sechs Ortschaften.

### Einwohnerzahlen
1817 lebten im Ort 186 Menschen in 27 Häusern.  1970 betrug die Einwohnerzahl 163, und im Jahre 2011 waren es 130.

## Ordensburg
1325/1326 ließ Dietrich von Altenburg eine Burg an der Stelle des heutigen Sątoczno errichten.
Das Gebiet wurde Lunen genannt, was Morast bedeutet und auf den damaligen Untergrund der Gegend hinweist. Danach wurde die Burg benannt.
1340 wurde der Ort als Kammeramt bezeichnet, ab 1342 oder 1343 war der Ort Sitz einer Komturei. Diese wurde aber bereits 1347 wieder aufgelöst, nachdem ein Angriff der Litauer zu schweren Zerstörungen geführt hatte,
Die Gegend gehörte nun wieder zur Komturei Balga, später wurde sie der Komturei Rhein und danach dem Pfleger in Rastenburg (Kętrzyn) unterstellt.  Der Ort erholte sich schnell von dem Angriff und die Burg wie auch die Häuser wurden wieder aufgebaut.
Ritter Albrecht Vogt von Ammerthal (auch Albrecht Voith oder Veith) erhielt 1468 das Gut vom Deutschen Orden als Belohnung für seine Kämpfe gegen die Litauer.
Seine Tochter Barbara heiratete 1490, nach seinem Tod, Botho zu Eulenburg und brachte zusätzlich den Ort Prassen (Prosno) in dessen Familien mit ein. Bis 1610 war Leunenburg Stammsitz der Grafen zu Eulenburg.
Während des Schwedisch-Polnischen Kriegs wurde 1628 die Burg zerstört. Weitere Zerstörungen richteten die Tataren an, die 1656/1657 die Stadt plünderten und Gebäude niederbrannten.
Die Reste der 1628 zerstörten Burg des Deutschen Ordens waren 1992/1993 und erneut 2003 Gegenstand von archäologischen Untersuchungen.

## Kirche

### Kirchengebäude
Die bis 1945 evangelische und heute katholische Christkönigskirche (Kościół pw. Chrystusa Króla) des Ortes wurde um 1350 errichtet. Bereits um 1400 erfolgten einige Umbauten. So wurden ein Kirchturm und die Sakristei errichtet. Weiterhin wurde im Süden des Kirchenschiffs die Vorhalle mit spitzbogigem Eingang und Staffelgiebel, im Innern überwölbt von einem achtteiligen Sterngewölbe errichtet. 1591, nach einem Stadtbrand, wurde der Turm erhöht, 1842 erhielt er neogotische Staffelgiebel und wurde ein weiteres Mal erhöht. Zur Wende vom 14. zum 15. Jahrhundert wurde der achteckige Chor errichtet. 1839 bis 1842 erfolgten grundlegende Renovierungsarbeiten. Die Orgel der Kirche wurde 1745 von Adam Gottlob Casparini gebaut. Der Altar wurde 1824 von Karl Ludwig Biereichel aus Rößel (polnisch Reszel) geschaffen.
Die Grabkapelle der Familie zu Eulenburg befindet sich neben der Kirche und wurde Anfang des 17. Jahrhunderts errichtet. Die Inschriftplatte stammt aus dem Jahr 1785, der Giebel von 1887.

### Kirchen-/Pfarrgemeinde

#### Evangelisch
Bereits in vorreformatorischer Zeit wurde in Leunenburg eine Kirche gegründet. Von 1525 bis 1945 war die Gemeinde evangelischer Konfession und gehörte zuletzt zum Kirchenkreis Kętrzyn (Rastenburg) in der Kirchenprovinz Ostpreußen der Kirche der Altpreußischen Union. Ab 1926 war sie mit der neu errichteten Kirchengemeinde in Korschen (polnisch Korsze) vereinigt, der Pfarramtssitz blieb jedoch in Leunenburg. Das Kirchenpatronat oblag den Grafen zu Eulenburg. Flucht und Vertreibung der einheimischen Bevölkerung in der Kriegs- und Nachkriegszeit setzten der evangelischen Gemeinde in Leunenburg ein Ende. Heute hier lebende evangelische Einwohner gehören zur Pfarrei in Kętrzyn – mit den Filialkirchen in Bartoszyce (Bartenstein) und Barciany (Barten) in der Diözese Masuren der Evangelisch-Augsburgischen Kirche in Polen.

#### Katholisch
Nach 1945 stieg die Zahl der katholischen Einwohner in Sątoczno sprunghaft an. Sie übernahmen die bisher evangelische Kirche als ihr Gotteshaus. Am 25. Mai 1974 wurde hier eine katholische Pfarrei gegründet, die heute zum Dekanat Sępopol (Schippenbeil) im Erzbistum Ermland der polnischen katholischen Kirche gehört.

## Wirtschaft und Infrastruktur

### Verkehr

#### Straßen

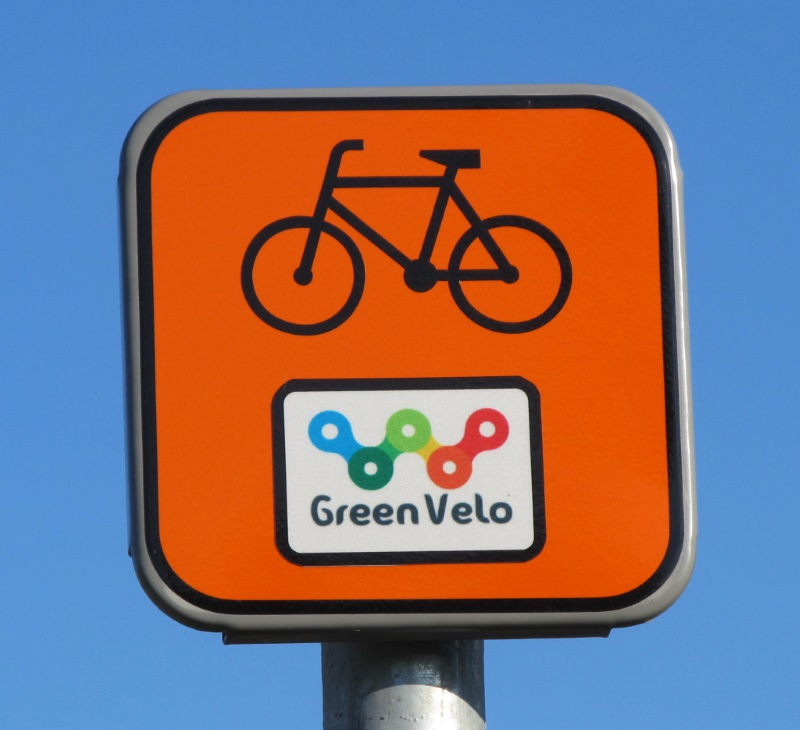
Beschilderung Green-Velo-Radwanderweg

Durch das Dorf führt eine Nebenstraße, die im Nordwesten nach sieben Kilometern nach Sępopol (Schippenbeil) und im Nordosten nach zwölf Kilometern nach Skandawa (Skandau) führt. In Sątoczno endet eine Straße, die von Glitajny und der Woiwodschaftsstraße 590 herkommt.
Innerorts endet eine weitere von Marłuty (Marlutten) und Łękajny (Landkeim) kommende Nebenstraße.
Durch Sątoczno verläuft seit 2015 der Östliche Green-Velo-Radwanderweg (polnisch Wschodni Szlak Rowerowy Green Velo), der – hier im Abschnitt Sępopol–Korsze–Barciany – auf 2071 Kilometern Länge fünf Woiwodschaften durchzieht und dabei Naturparks und historische und kulturell besondere Städte durchquert.

#### Schienen
Über eine eigene Bahnstation verfügt Sątoczno nicht. Die nächste Bahnstation befindet sich im acht Kilometer südlich gelegenen Korsze (Korschen), wo es Direktverbindungen nach Olsztyn (Allenstein) und Posen sowie Białystok gibt.

#### Luft
Der nächstgelegene internationale Flughafen ist der Flughafen Kaliningrad, der sich etwa 80 Kilometer nordwestlich auf russischem Hoheitsgebiet befindet und – da nicht zur Europäischen Union gehörig – nur sehr eingeschränkt zu benutzen ist. Der nächste internationale Flughafen auf polnischem Staatsgebiet ist der etwa 170 Kilometer westlich befindliche Lech-Wałęsa-Flughafen Danzig.

## Aus dem Ort gebürtig
- Gottfried Ewert (* 12. August 1921 in Leunenburg; † 2014), deutscher Generalmajor